# Loïc Wacquant
Loïc Wacquant   (Nimes, 1960) és un sociòleg especialitzat en sociologia urbana, pobresa, desigualtat racial, etnografia i teoria social.
Wacquant és actualment professor de sociologia i investigador a l'Earl Warren Legal Institute de la Universitat de Califòrnia a Berkeley, on està associat al Programa d'Antropologia Mèdica i al Centre per a l'Etnografia Urbana, és també investigador del Centre de sociologie européenne (Collège de France - ÉHESS) a París.

## Trajectòria
Wacquant va néixer i créixer a Montpeller i es va formar en economia i sociologia en universitats franceses i estatunidenques. Va ser estudiant i col·laborador de Pierre Bourdieu. Primer es va graduar a HEC Paris. També va treballar estretament amb William Julius Wilson a la Universitat de Chicago, on va doctorar-se en sociologia el 1994. Wacquant ha publicat més de cent articles en revistes de sociologia, antropologia, estudis urbans i filosofia. És també cofundador i editor de la revista interdisciplinària Ethnography, així com col·laborador de Le Monde Diplomatique. Les seves recerques principals han estat realitzades en guetos de Chicago, en suburbis de París i en presons dels Estats Units i Brasil.
Ha estudiat la lògica de les banlieux, els suburbis francesos caracteritzats per la pobresa i la creixent marginalitat, i coincideix amb l'anàlisi que fa d'Occident en general en el fet que, també com succeïx al Brasil i als Estats Units o a bona part de les societats llatinoamericanes, el racisme estructural acaba esdevenint un ingredient més per a l'explosió social que acaba generant una certa justificació entre les poblacions blanques empobrides o en risc de ser-ho i que empenyen els treballadors pobres blancs (antiga clientela política dels partits d'esquerres) ves els partits populistes xenòfobs, com és constatable en les darreres dècades.

## Pensament
El treball de Wacquant explora i enllaça àrees diverses d'indagació sobre el biopoder, la desigualtat urbana, la guetització i el desenvolupament del càstig com a institució dirigida a poblacions pobres i estigmatitzades. El seu interès en aquests temes deriva de la seva experiència en el gueto afroamericà quan era estudiant de postgrau a la Universitat de Chicago a mitjan 1980. Comentant aquesta experiència a The New York Times el 2003 va explicar: «Mai no havia vist aitals escenes de desolació. Recordo pensar que era com Beirut o Dresden després de la guerra. Va ser realment un xoc». La seva trajectòria intel·lectual i interessos estan desglossats en l'article «The Body, the Ghetto and the Penal State» de 2008.
Wacquant ofereix una teoria pertinent per analitzar el racisme americà vers els negres en la societat contemporània on el gueto i la presó són, per a tot propòsit pràctic, indistingibles, reforçant-se mútuament per assegurar l'exclusió d'afroamericans de la resta de la societat, amb l'auspici governamental. Tal com Wacquant ho considera: la presó hauria de ser vista com un gueto judicial i el gueto com una presó extrajudicial. Presos en conjunt, tots dos constitueixen part d'un «continu carcerari». Per entendre aquest concepte, Wacquant argumenta en favor d'un marc analític que unifiqui l'expansió de la presó i la deterioració del mercat de treball, resultant en un aprofundiment de la marginalització, al costat de la subordinació social i política de poblacions estigmatitzades i difamades. Inspirant-se en Bourdieu, Wacquant analitza els constrenyiments estructurals i les seves conseqüències, i s'esforça a proporcionar una perspectiva més matisada que, per exemple, l'anàlisi econòmica marxista reduccionista (cf. Rusche i Kirchheimer, Càstig i Estructura Social, referenciat per Wacquant a Castigar los Pobres).
El prefaci de la segona edició en castellà de Las cárceles de la miseria, analitza la difusió cap a Amèrica Llatina de les polítiques de mà dura al delicte de començament del segle XXI. Aquesta importació coincideix amb un moment de forta deslegitimació de les institucions. La figura de William Bratton, cap de policia de la ciutat de Nova York, n'és un dels seus principals exponents. Segons Wacquant, l'eficàcia d'aquestes polítiques per a la reducció del delicte és qüestionable, alhora que comporten una sèrie d'efectes adversos tals com a degradació de la imatge policial i institucional i la vulneració de drets dels sectors populars. La idea de prevenció continguda en aquest model comporta prejudicis racistes i de classe. En funció d'això, proposa que, en lloc de «tolerància zero», aquestes polítiques siguin denominades com d'«intolerància selectiva».

## Traduccions al català
- Per a una sociologia reflexiva.  Herder, 1994. ISBN 84-254-1843-7.
- Les presons de la misèria.  Edicions de 1984, 2003. ISBN 978-84-96061-13-2.[7]
- Cos i ànima : quaderns etnogràfics d'un aprenent de boxejador.  Edicions de 1984, 2004. ISBN 978-84-96061-36-1.
- Castigar els pobres : el nou govern de la inseguretat social.  Edicions de 1984, 2006. ISBN 978-84-96061-66-8.
- Pàries urbans.  Edicions de 1984, 2007. ISBN 978-84-96061-81-1.